# Fuerza Aérea del Estado Independiente de Croacia
La Fuerza Aérea del Estado Independiente de Croacia (en croata: Zrakoplovstvo Nezavisne Države Hrvatske), ZNDH fue la Fuerza aérea del estado títere croata durante la ocupación alemana en la Segunda Guerra Mundial. La ZNDH fue fundada por las autoridades alemanas en abril de 1941, poco después de la invasión de Yugoslavia por las potencias del Eje.
A pesar de sus carencias materiales y de su papel teóricamente secundario, a lo largo de su existencia la ZNDH llegó a tener operativos un importante número de aviones y sus fuerzas se mantuvieron activas hasta el final de la contienda en mayo de 1945, especialmente en misiones anti-partisanas.

## Historial operativo
La ZNDH fue formada el 19 de abril de 1941, solo nueve días después de la proclamación del Estado Independiente de Croacia (NDH). Su primer comandante fue el coronel Vladimir Kren, un antiguo capitán de la Real Fuerza Aérea Yugoslava que se había pasado a los alemanes un día antes de comenzar la invasión de Yugoslavia. A partir de esta fecha los alemanes e italianos aportaron numeroso armamento, aviones, maquinaria y equipo para expandir la Fuerza aérea croata, mientras los cuadros de oficiales y pilotos saldrían de las antiguas fuerzas aéreas yugoslavas. A mediados de 1941 una parte del personal de la ZNDH partió al frente oriental para combatir a las fuerzas soviéticas encuadradas en la Luftwaffe, creándose a tal efecto la Legión de la Fuerza Aérea Croata (Hrvatska Zrakoplovna Legija, HZL). Bien avanzado el año 1942, para entonces ya habían vuelto del frente ruso la mayoría de efectivos croatas.
La cada vez más intensa lucha contra los partisanos yugoslavos llevó a la intervención de unidades de la ZNDH, que inicialmente fueron equipadas con los viejos biplanos ex yugoslavos Breguet 19. A partir de 1942-1943 las fuerzas aéreas croatas sufrieron una importante expansión tanto en material como de personal, nutriéndose de equipo alemán, italiano y del capturado a otros países o el procedente de los arsenales de la antigua Yugoslavia. En diciembre de 1943 la ZNDH ya contaba con 9775 efectivos humanos y 295 aeronaves. Sin embargo, para entonces la aviación croata había empezado a sufrir sus primeras deserciones de pilotos y material hacia los partisanos. Durante ese año había perdido 61 aparatos que habían sido derribados por fuego enemigo. En 1944 los croatas recibieron más refuerzos en equipo y material, pero el curso de la guerra ya era desfavorable para los alemanes y en la propia Yugoslavia la situación era muy complicada para las fuerzas de ocupación. Ahora la ZNDH debía enfrentarse además a las fuerzas aéreas aliadas que dominaban los cielos, algo a lo que hasta entonces no había tenido que enfrentarse. Las nuevas remesas entregadas por los alemanes no lograron taponar la sangría, y el año terminó con unas pérdidas de 234 aparatos croatas derribados a manos de aviones aliados, alcanzados por fuego antiaéreo de los partisanos o que habían desertado.
A pesar de las graves pérdidas sufridas ante la aviación aliada, se calcula que hacia el final de la guerra la aviación croata todavía alineaba 176 aparatos en abril de 1945. Unas semanas después el Estado croata colapsó ante los avances de soviéticos y partisanos, y el 8 de mayo de 1945 se producía la rendición de Alemania.

## Instalaciones
La ZNDH mantuvo operativa una escuela de vuelo equipada con planeadores y entrenadores, originalmente situada en los aeródromos de Rajlovac y Pleso, en Zagreb. Las principales bases aéreas se encontraban en Sarajevo, Koprivnica y la capital, Zagreb. El cuartel general y la escuela de fuerzas paracaidistas estaban localizados en Koprivnica.

## Comandantes
- Vladimir Kren (1941–1943)
- Adalbert Rogulja (1943–1944)
- Vladimir Kren (1944–1945)

## Aviones utilizados
Durante la contienda la ZNDH empleó las siguientes aeronaves:

### Cazas

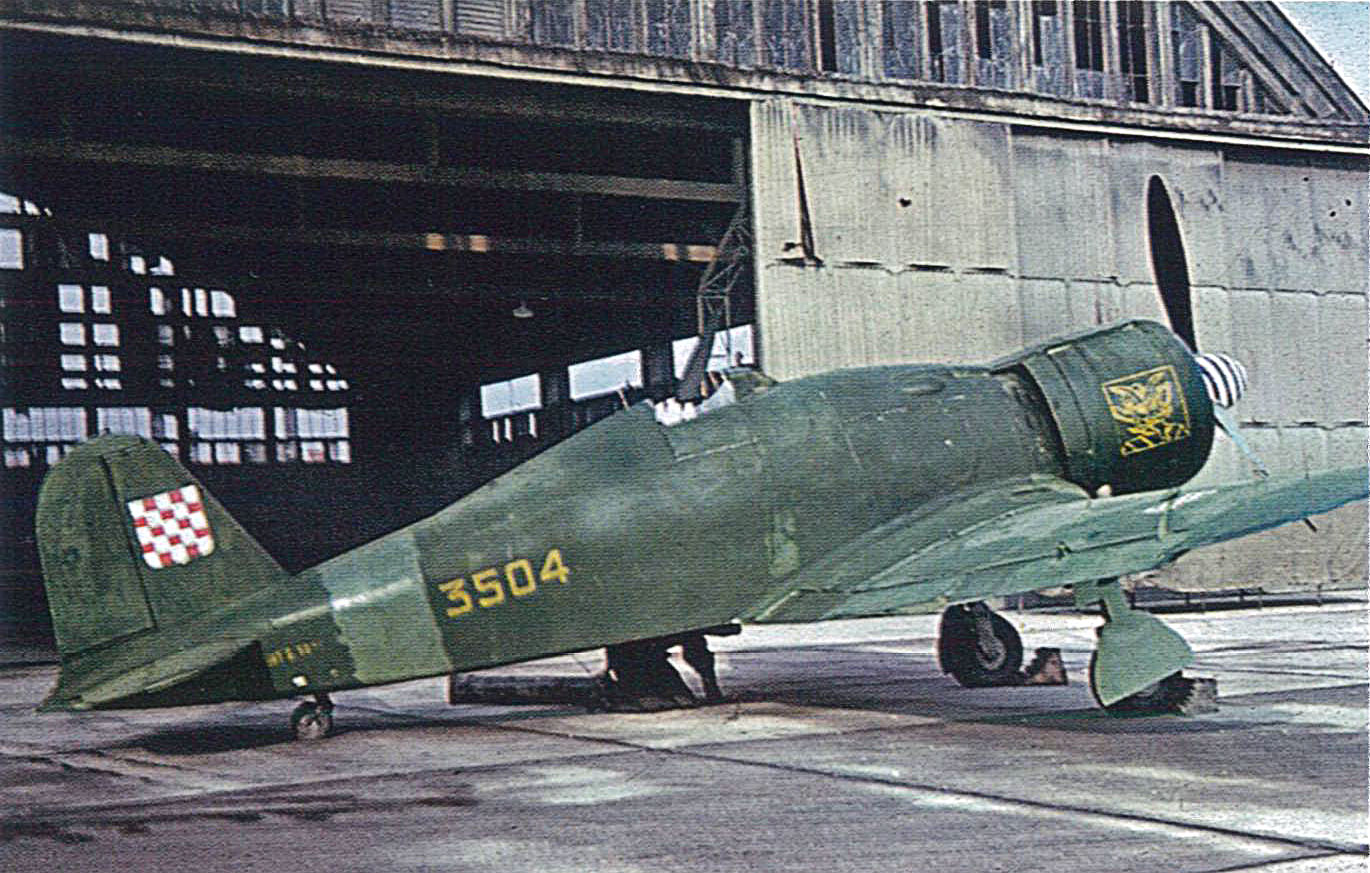
Fiat G.50 "Freccia" con marcas croatas

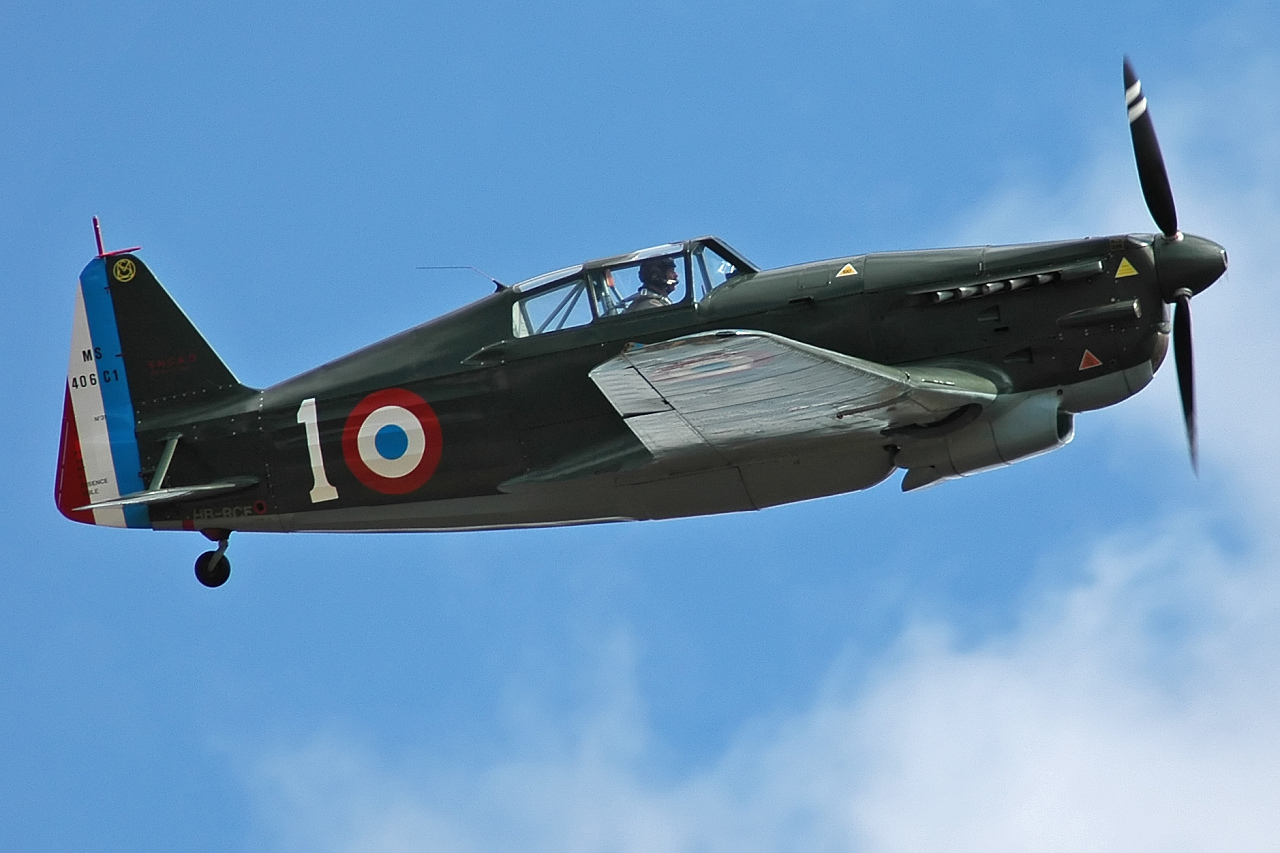
Morane-Saulnier M.S.406 caza francés capturado por los alemanes en 1940 y vendido en 1943 al NDH

| Modelo                   | Número | País            | Notas                                                                           |
| ------------------------ | ------ | --------------- | ------------------------------------------------------------------------------- |
| Ikarus IK-2              | 4      | Yugoslavia      | Monoplano de caza                                                               |
| Fiat CR.42               | 10+    | Italia          | Biplano de caza                                                                 |
| Fiat G.50                | 30+    | Reino de Italia | Monoplano de caza                                                               |
| Macchi C.202             | 18     | Italia          | Monoplano de caza                                                               |
| Macchi C.205             | 4      | Reino de Italia | Monoplano de caza                                                               |
| Messerschmitt Bf 109     | 50+    | Alemania        | Monoplano de caza                                                               |
| Messerschmitt Bf 110 G-2 | 2      | Alemania        | Caza pesado bimotor                                                             |
| Morane-Saulnier M.S.406  | 48     | Francia         | Monoplano de caza (ex franceses capturados por los alemanes y entregados al NDH |

### Bombarderos

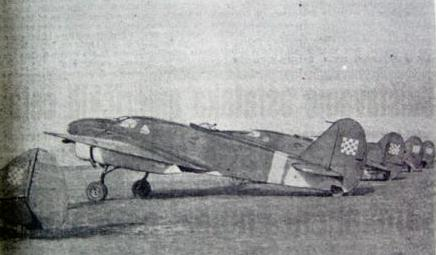
Bombarderos Caproni Ca.310 del ZNDH alineados en el aeródromo de Zagreb (1942)

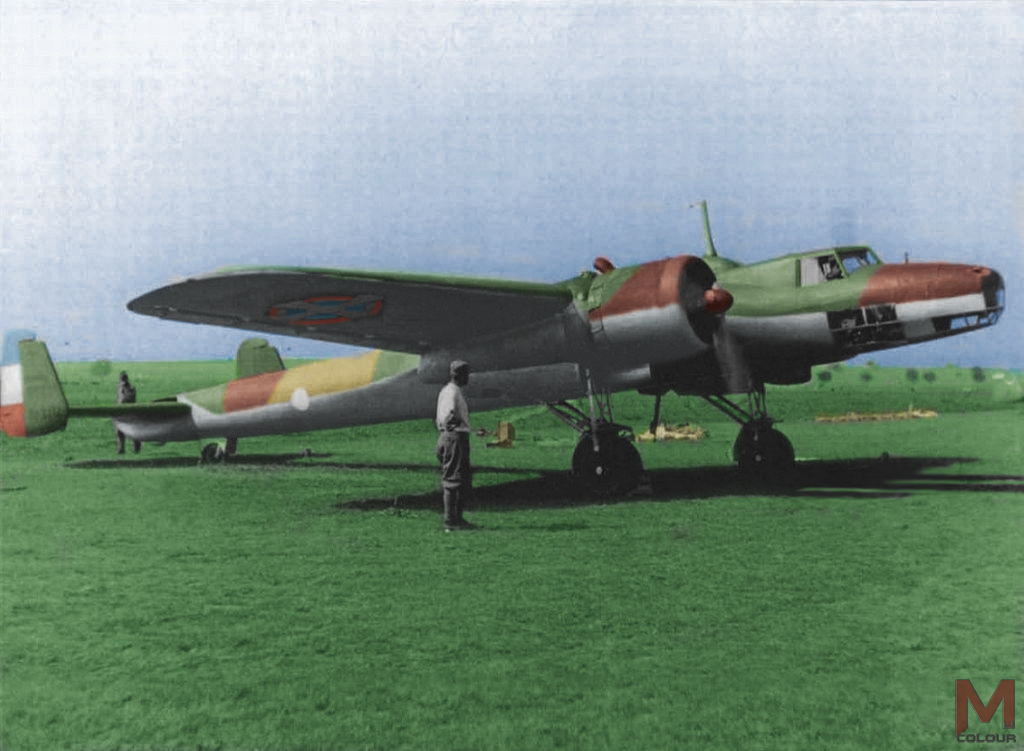
Dornier Do 17K con marcas yugoslavas

| Modelo                   | Número | País            | Notas                                                           |
| ------------------------ | ------ | --------------- | --------------------------------------------------------------- |
| Avia F.39                | 1      | Checoslovaquia  | Versión bombardero del Fokker F.IX construido en Checoslovaquia |
| Bristol Blenheim Mk.I    | 8      | Reino Unido     | Bombardero triplaza ligero (ex yugoslavos)                      |
| CANT Z.1007 Alcione      | 10     | Reino de Italia | Bombardero medio                                                |
| Caproni Ca.310           | 7      | Reino de Italia | Avión de reconocimiento Bombardero ligero                       |
| Caproni Ca.311/313       | 16     | Reino de Italia | Avión de reconocimiento Bombardero ligero                       |
| Dornier Do 17K           | 11     | Yugoslavia      | Bombardero ligero cuatriplaza                                   |
| Dornier Do 17E           | 30     | Alemania        | Bombardero ligero                                               |
| Dornier Do 17Z           | 21     | Alemania        | Bombardero ligero                                               |
| Fiat BR.20               | 6      | Reino de Italia | Bombardero medio                                                |
| Junkers Ju 87            | 15     | Alemania        | Bombardero en picado                                            |
| Savoia-Marchetti SM.79-I | 2      | Reino de Italia | Bombardero ligero (ex yugoslavos)                               |

### Transportes
| Modelo                | Número | País           |                                      |
| --------------------- | ------ | -------------- | ------------------------------------ |
| Airspeed Envoy        | 2      | Reino Unido    | Transporte ligero bimotor            |
| Avia/Fokker F.VIIb/3m | 7      | Checoslovaquia | Trimotor de transporte               |
| Avia/Fokker F.IX      | 2      | Checoslovaquia | Trimotor de transporte               |
| Junkers W 34          | 4      | Alemania       | Avión de transporte y comunicaciones |
| Junkers Ju 52/3m      | 1      | Alemania       | Trimotor de transporte               |

### Entrenadores / Reconocimiento / Enlace

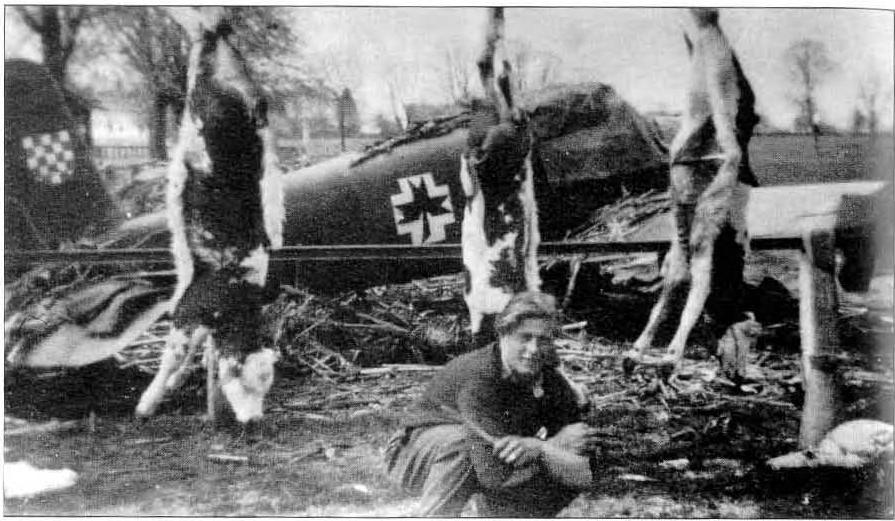
Bücker Bü 181 "Bestmann" en Bosnia, a comienzos de 1944, aguardando su cargamento.

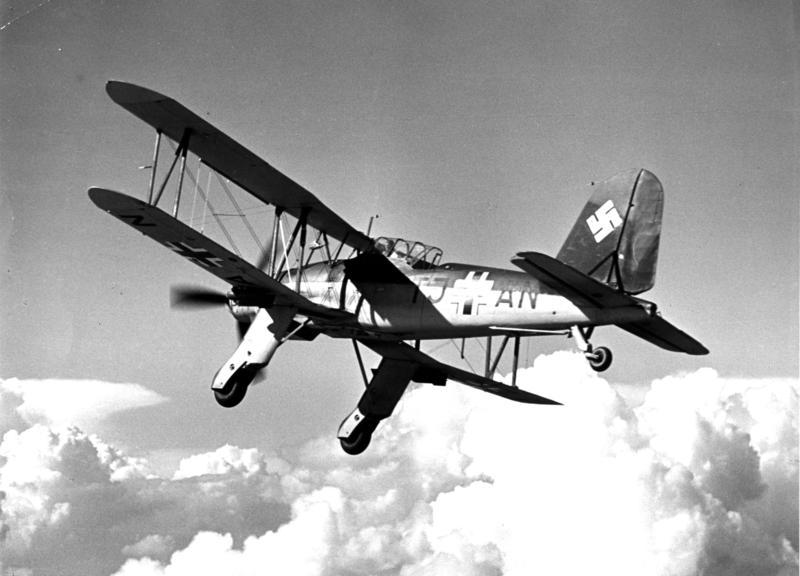
Entre nueve y doce Fieseler Fi 167 fueron vendidos a la ZNDH en septiembre de 1944 y continuaron en servicio hasta mayo de 1945.

| Modelo                       | Número | País            | Notas                                                       |
| ---------------------------- | ------ | --------------- | ----------------------------------------------------------- |
| Avia BH-33                   | 7      | Checoslovaquia  | Entrenador de caza, tareas anti partisanas y reconocimiento |
| Avia FL.3                    | 20     | Reino de Italia | Monoplano Biplaza de turismo y escuela                      |
| Beneš-Mráz Be-50 Beta-Minor  | 25     | Checoslovaquia  | Entrenador/Enlace (ex Fuerza Aérea Checoslovaca)            |
| Breguet 19                   | 50     | Francia         | Reconocimiento/Bombardero ligero/Tareas anti partisanas     |
| Bücker Bü 131                | 46     | Alemania        | Entrenador básico                                           |
| Bücker Bü 133                | 10     | Alemania        | Entrenador avanzado                                         |
| Bücker Bü 181                | 22     | Alemania nazi   | Entrenador básico/ataque al suelo                           |
| De Havilland DH.80 Puss Moth | 2      | Reino Unido     | Enlace/comunicaciones                                       |
| Fieseler Fi 156              | 11     | Alemania        | Enlace/comunicaciones                                       |
| Fieseler Fi 167              | 8-12   | Alemania        | Ataque táctico                                              |
| Ikarus MM-2                  | 1      | Yugoslavia      | Prototipo único de entrenamiento avanzado/Utilitario        |
| Potez 25                     | 42     | Francia         | Reconocimiento/Bombardero ligero                            |
| RWD 13                       | 1      | Polonia         | Enlace/comunicaciones (ex-Real Fuerza Aérea Yugoslava)      |
| Rogožarski SIM-XI            | 1      | Yugoslavia      | Remolcador de planeadores                                   |
| Rogožarski SIM-Х             | 1      | Yugoslavia      | Entrenador/Utilitario                                       |
| Rogožarski PVT               | 15     | Yugoslavia      | Entrenador/avión de ataque                                  |
| Rogožarski R-100             | 11     | Yugoslavia      | Monoplano de entrenamiento /avión de ataque                 |
| Saiman 200                   | 25     | Italia          | Entrenador primario                                         |
| Saiman 202                   | 2      | Italia          | Avión de enlace y comunicaciones                            |
| Zmaj Fizir FN                | 20     | Yugoslavia      | Entrenador primario                                         |
| Zmaj Fizir FP-2              | 23     | Yugoslavia      | Entrenador avanzado                                         |